# Henri Provostic
Henri Provostic (1900-1944), notaire à Ploudalmézeau, créa et dirigea le bataillon FFI de Ploudalmézeau.  

## Biographie
Henri Provostic est né le 5 décembre 1900 à Ploudalmézeau. Il était notaire et adjoint au maire dans sa ville natale.   
Dès le début de la seconde guerre mondiale, il entra en résistance sous le pseudonyme de Benoît. Il créa le bataillon FFI de Ploudalmézeau et fut chef cantonal de la résistance.  
Il fut dénoncé en mai 1944, arrêté par le kommando Schaad, torturé au château de Trouzilit en Tréglonou, réquisitionné par les allemands. Il fut ensuite emprisonné à la prison de Pontaniou à Brest, où ses co-détenus sont frappés par son visage tuméfié, puis au camp Margueritte à Rennes. Il fut ensuite déporté en Allemagne au camp de Mauthausen-Melk début août 1944, dans un train de déportés qui partit alors que la libération était déjà en marche.  
Il fut affecté à un kommando chargé de creuser des galeries pour y cacher des usines d'armement. Étant de corvée de cuisine, il se renversa une marmite de soupe bouillante sur les jambes et, privé de soins, mourut de septicémie le 7 décembre 1944.  

## Décoration

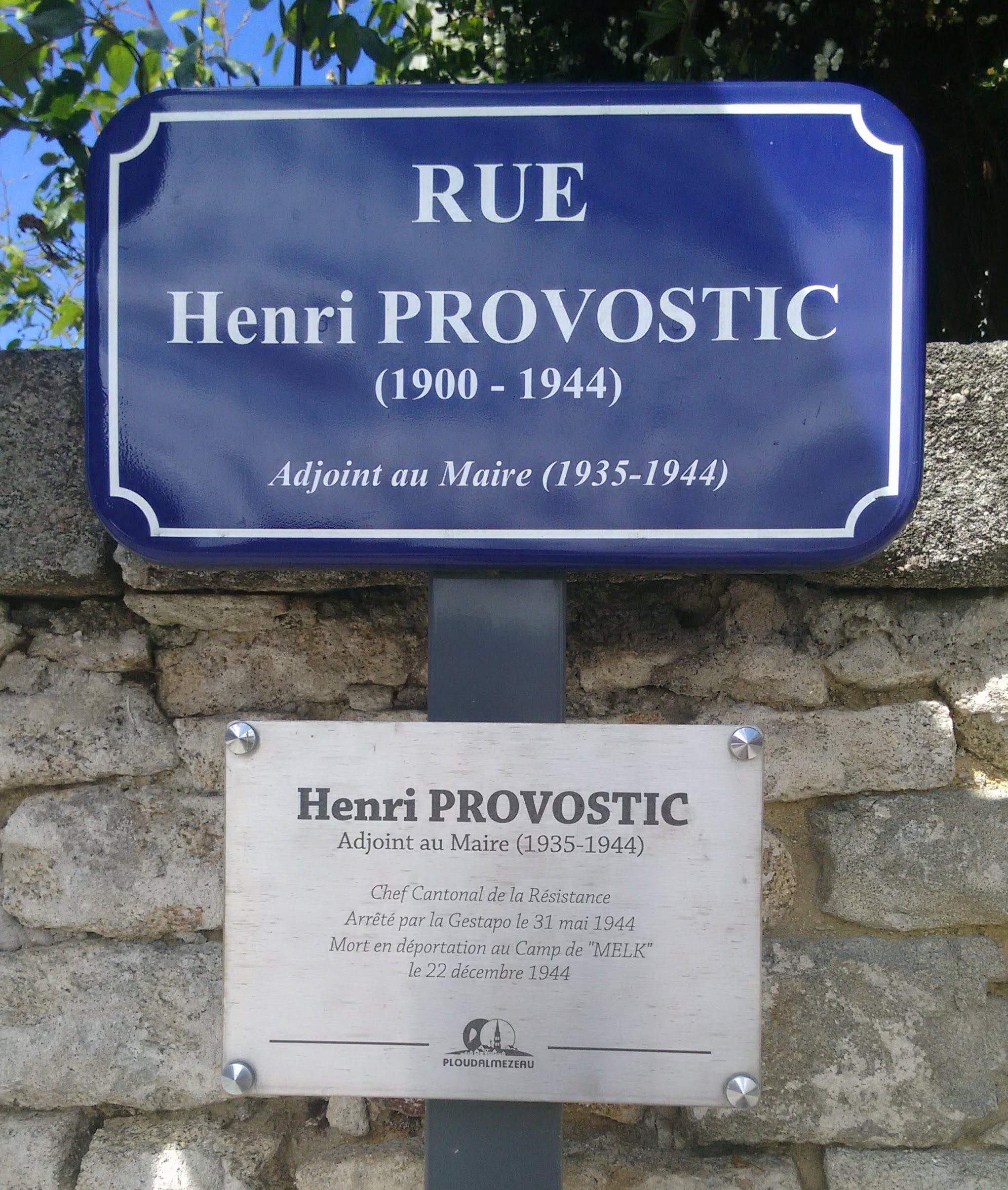
Plaque de rue à Ploudalmézeau.

- Médaille de la Résistance française (24 avril 1946)[4]

## Hommages
Une rue porte son nom à Ploudalmézeau. 